# Suleiman II. (Rum)
Suleiman II. mit vollem Namen Rukn ad-Din Suleiman Schah († Juli 1204 in oder in der Nähe von Konya) war ein seldschukischer Sultan von Rum und herrschte zwischen 1196 und 1204.
Sein Vater Kilidsch Arslan II. teilte das Reich 1186 zwischen seinen elf Söhnen auf, da der Staat als Gemeingut der Mitglieder der Dynastie betrachtet wurde. Suleiman erhielt das Gebiet um Tokat. Noch vor dem Tod des Vaters kam es zwischen den Brüdern zu heftigen Kämpfen um den Thron. 1192 starb Kilidsch Arslan und der jüngste Sohn Kai Chosrau I. kam an die Macht. Suleiman II. stürzte seinen Bruder 1196 und wurde auf diese Weise selbst Sultan.
Schon als Prinz konnte Suleiman II. die Gebiete um Samsun am Schwarzen Meer erobern. Suleiman II. konnte Erzurum erobern und bereitete so dem Beylik der Saltukiden ein Ende. Er vergrößerte das Sultanat und kämpfte gegen Byzantiner und 1203 bei der Schlacht von Basian gegen die Georgier.
Als Suleiman II. am 6. Juli 1204 starb, hatte er das Reich zur alten Stärke geführt. Über seine Todesursache gibt es in den Quellen unterschiedliche Angaben. Er wurde im Familienmausoleum neben der Alaeddin-Moschee in Konya beigesetzt.

## Quelle
- Suleiman II. in Türkiye Diyanet Vakfı İslâm Ansiklopedisi (türkisch)

| Vorgänger      | Amt                      | Nachfolger        |
| -------------- | ------------------------ | ----------------- |
| Kai Chosrau I. | Sultan von Rum 1196–1204 | Kılıç Arslan III. |

| Personendaten    | Personendaten              |
| ---------------- | -------------------------- |
| NAME             | Suleiman II.               |
| ALTERNATIVNAMEN  | Rukn ad-Din Suleiman Schah |
| KURZBESCHREIBUNG | Sultan von Rum             |
| GEBURTSDATUM     | 12. Jahrhundert            |
| STERBEDATUM      | 6. Juli 1204               |
| STERBEORT        | Konya oder bei Konya       |